# Zespół Szkół Zawodowych w Głogowie

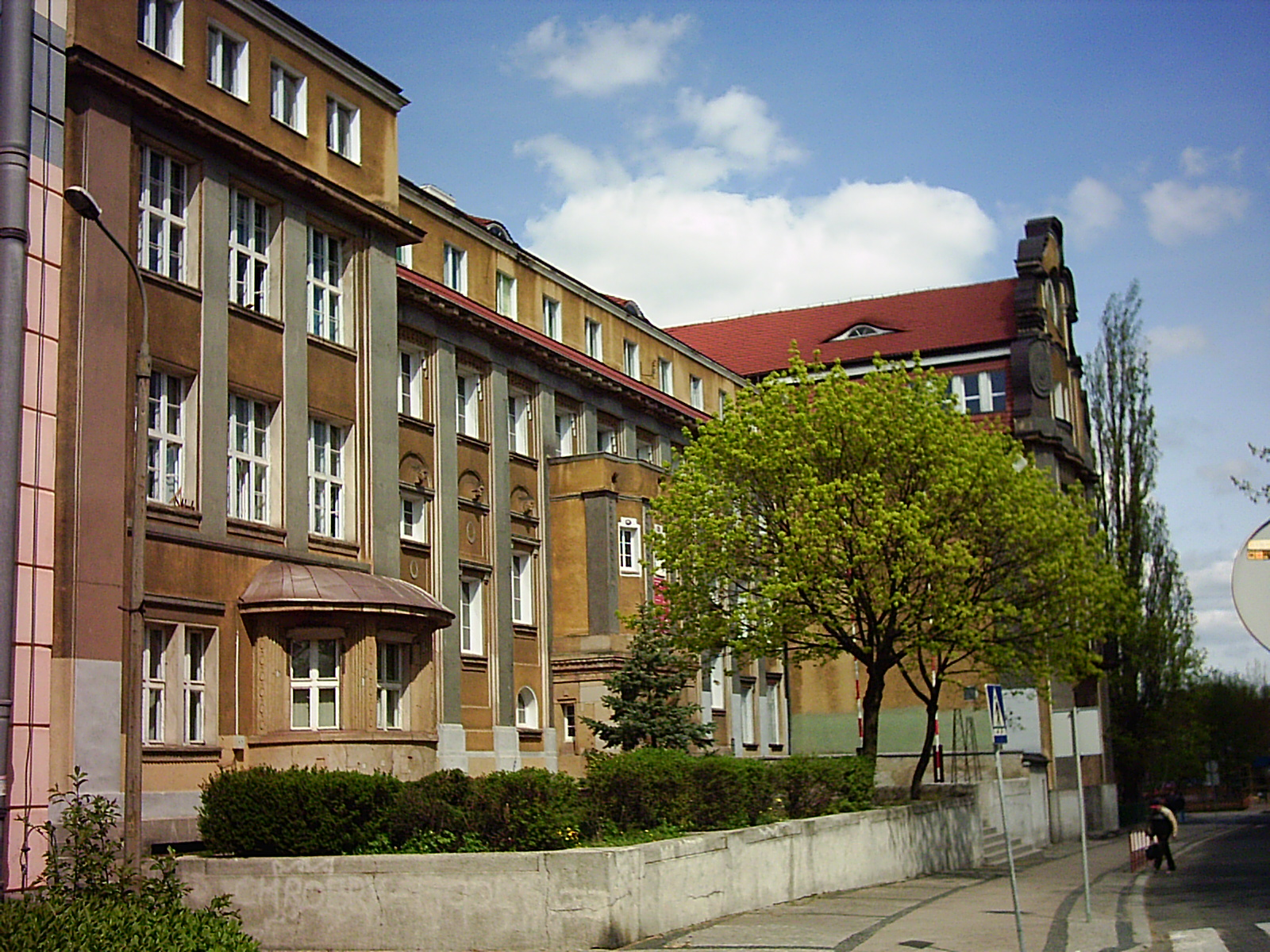
Widok obecny budynku Zespołu Szkół Zawodowych przy Pl. Jana z Głogowa

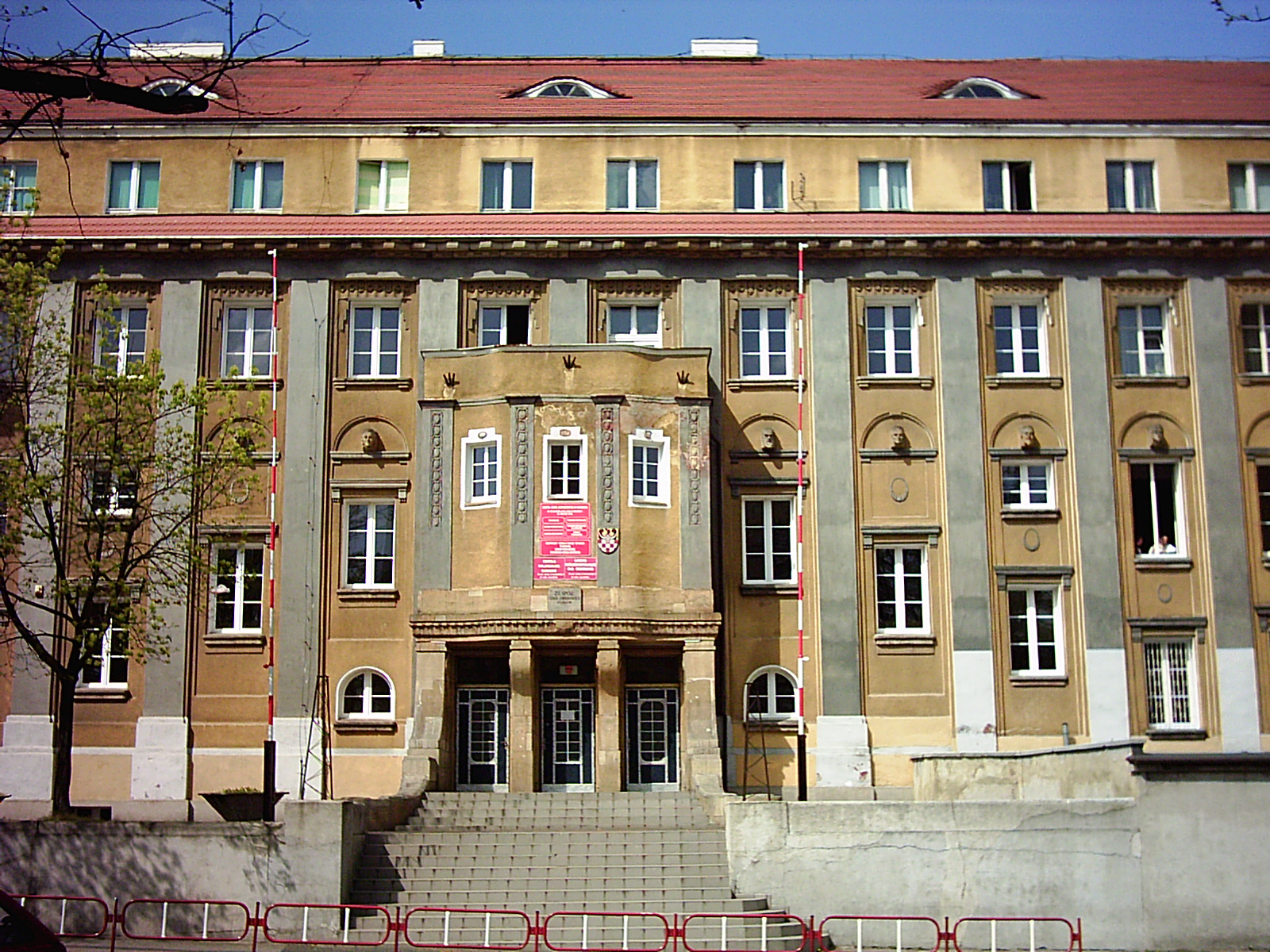
Widok na główne wejście do budynku

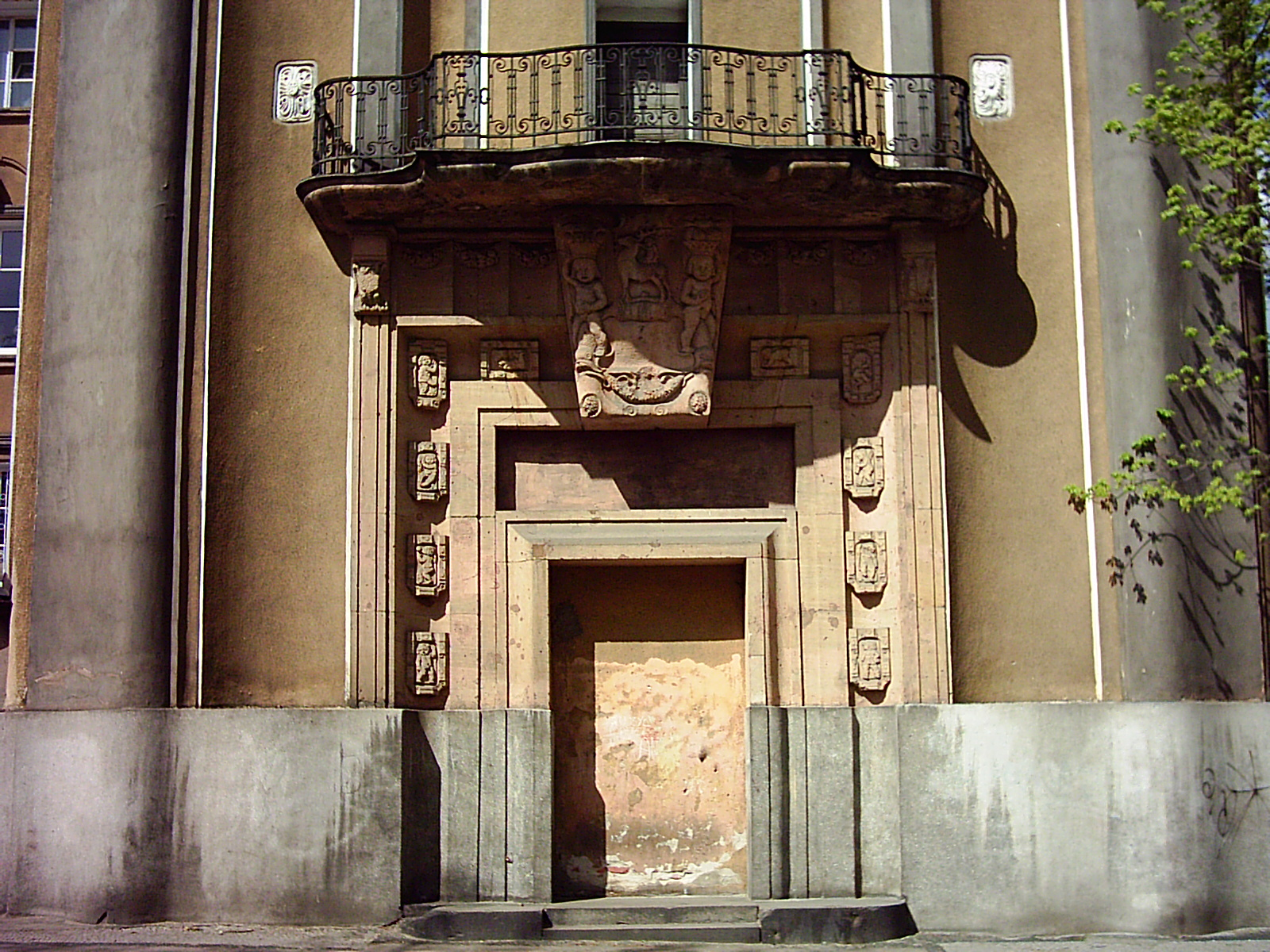
Widok na nieczynne wejście do sali gimnastycznej

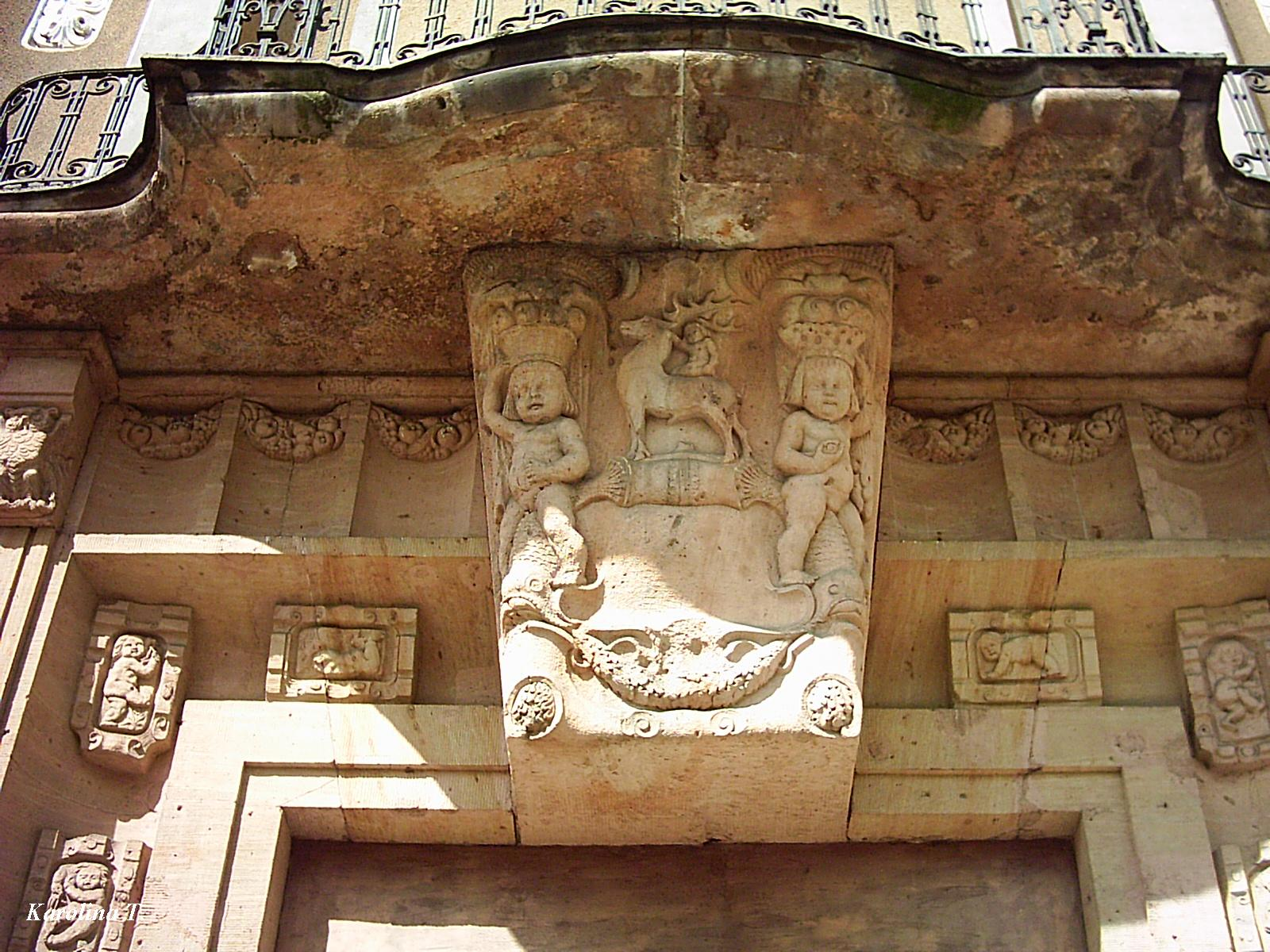
Zdobienie piaskowymi płaskorzeźbami nieczynnego wejścia na salę gimnastyczną

Zespół Szkół Politechnicznych (dawniej Zespół Szkół Zawodowych) znajduje się w Głogowie przy Placu Jana z Głogowa 7. 
Budynek został oddany do użytku 30 września 1909 roku. Szkołę zaprojektował Wilhelm Wagner – miejski radny budowlany w tamtych latach. Zaprojektował ten gmach w stylu cech śląsko–czeskiego baroku. Nawiązał także do starych głogowskich budynków barokowych. Na początku znajdowała się tam Szkoła Realna. Owa szkoła miała cztery naziemne kondygnacje, pokryte mansardowym dachem. Najpiękniejsza była fasada zwrócona na ówczesny plac Króla Fryderyka. W szczycie zamontowany był zegar. Ozdobą fasady budynku były piaskowe płaskorzeźby. Bardzo ciekawe były zamontowane rzeźby głów. Nad głównym wejściem znajdowały się twarze Germana, Greka i Rzymianina. Natomiast w osiach okien znajdowały się głowy pisarzy i naukowców: Gaussa, Helmholtza, Liebiga, Linneusza, Darwina, Aleksandra von Humboldta, Szekspira i Moliera. 
W 1945 roku obiekt został zniszczony w trakcie walk o obronę miasta. W 1951 roku został przeznaczony na szkołę zawodową. W 1958 ukończono odbudowę budynku. Przypominała ona przedwojenny gmach, lecz było kilka zmian np.: uproszczenie konstrukcji dachu, uzyskano nową oś okien, w którą umieszczono nową rzeźbę głowy Adama Mickiewicza. Natomiast trzy głowy znad głównego wejścia przeniesiono i zamontowano nad nieczynnym wejściem na salę gimnastyczną. 
W ostatnich latach dokonano wiele inwestycji między innymi położono nowy dach, wymieniono częściowo okna, wyremontowano aule, korytarze i sale lekcyjne.